# Ptica samica
Ptica samica je četvrti studijski album hrvatskog pjevača Miroslava Škore.
Izdan je 1999. godine. 

## Popis pjesama
1. Što te imam, moj živote (3:13)
2. Dvorište (4:03)
3. Neće grom u koprive (3:18)
4. Maligani (3:28)
5. Žao mi je (3:22)
6. Ptica samica (4:05)
7. Život spaja, razdvaja (3:25)
8. Nives (3:24)
9. Nije do mene (3:09)
10. Essekerska (3:19)

Ukupno vrijeme: 34:52
Ovaj album je polučio uspješnice "Što te imam, moj živote", "Dvorište", "Ptica samica" i "Nives"